# Monroe (hrabstwo Green)
Monroe – miasto w Stanach Zjednoczonych, w stanie Wisconsin, siedziba administracyjna hrabstwa Green.